# 화학열역학
화학열역학(化學熱力學, 영어: chemical thermodynamics)은 열역학 법칙의 범위 내에서 열과 화학 반응 또는 물리적 상태 변화와의 상호 관계에 대한 연구이다. 화학열역학은 다양한 열역학적 특성에 대한 실험실 측정뿐만 아니라 화학적 문제 및 프로세스의 자발성 연구에 수학적 방법을 적용하는 것을 포함한다.
화학열역학의 구조는 열역학의 처음 두 법칙을 기반으로 한다. 열역학 제1법칙과 제2법칙으로부터 시작하여 "깁스의 기본 방정식"이라고 하는 4개의 방정식을 도출할 수 있다. 이 네 가지로부터 열역학계의 열역학적 특성과 관련된 다수의 방정식이 비교적 간단한 수학을 사용하여 유도될 수 있다. 이것은 화학열역학의 수학적 틀을 설명한다.

## 역사
1865년 독일의 물리학자 루돌프 클라우지우스는 열화학 원리, 예를 들어 연소 반응에서 발생하는 열을 열역학 원리에 적용할 수 있다고 제안했다. 1873-76년 사이에 미국의 수학 물리학자인 조사이어 윌러드 기브스는 클라우지우스의 연구를 바탕으로 세 편의 논문 시리즈를 발표했으며, 가장 유명한 논문은 ‘이질적인 물질의 평형’(On Equilibrium of Heterogeneous Substances)이다. 이 논문에서 기브스는 열역학의 처음 두 법칙이 화학 반응의 열역학적 평형과 발생하거나 진행되는 경향을 모두 결정하기 위해 그래픽 및 수학적으로 측정할 수 있는 방법을 보여주었다. 기브스의 논문 모음집은 클라우지우스 및 사디 카르노와 같은 다른 사람들이 개발한 원리에서 처음으로 통합된 열역학 정리를 제공했다.

## 개요
화학 열역학의 주요 목적은 주어진 변환의 실행 가능성 또는 자발성을 결정하기 위한 기준을 설정하는 것이다. 이러한 방식으로 화학 열역학은 일반적으로 다음 프로세스에서 발생하는 에너지 교환을 예측하는 데 사용된다.
1. 화학 반응
2. 위상 변화
3. 솔루션의 형성

다음 상태 함수는 화학열역학에서 주요 관심사이다.
- 내부 에너지 ( U )
- 엔탈피 ( H )
- 엔트로피 ( S )
- 깁스 자유 에너지 ( G )

화학열역학에서 대부분의 항등식은 열역학 제1법칙과 제2법칙, 특히 에너지 보존 법칙을 이러한 상태 함수에 적용함으로써 발생한다.
열역학 3법칙 (전역, 불특정 형태):
1. 우주의 에너지는 일정하다.
2. 임의의 자발적인 과정에서 우주의 엔트로피는 항상 증가한다.
3. 0 켈빈에서 완벽한 결정(잘 정렬된)의 엔트로피는 0이다.

## 화학 에너지
화학 에너지는 화학 물질이 화학 반응을 통해 변형될 때 방출될 수 있는 에너지이다. 화학 결합을 끊고 만드는 것은 종종 화학 시스템에서 흡수되거나 방출될 수 있는 열과 같은 에너지 방출 또는 흡수를 포함한다.
화학 물질("반응물") 간의 반응으로 인해 방출된(또는 흡수된) 에너지는 생성물과 반응물의 에너지 함량 차이와 같다. 이러한 에너지 변화를 화학 시스템의 내부 에너지 변화라고 한다. {\displaystyle \Delta _{\rm {f}}U_{\mathrm {reactants} }^{\rm {o}}}, 고려중인 분자의 결합 에너지 와 관련된 반응 분자 형성의 내부 에너지, {\displaystyle \Delta _{\rm {f}}U_{\mathrm {products} }^{\rm {o}}}, 생성물 분자 형성의 내부 에너지에서 계산할 수 있다. 내부 에너지의 변화는 폭탄 열량계 와 같이 밀폐된 단단한 용기에서와 같이 일정한 부피 조건(STP 조건)에서 측정되는 경우 열 변화와 같다. 그러나 대기에 개방된 용기의 반응에서와 같이 일정한 압력에서 측정된 열은 일반적으로 내부 에너지 변화와 같지 않다. 압력-체적 작업도 에너지를 방출하거나 흡수하기 때문이다.
관련 용어는 연소 반응으로 인해 방출되는 화학 에너지인 연소열이며 연료 연구에 관심이 있다. 식품은 탄화수소 및 탄수화물 연료와 유사하며 산화될 때 에너지 방출은 유사하다.
화학열역학에서 화학 포텐셜 에너지에 사용되는 용어는 화학 퍼텐셜이며 때로는 Gibbs-Duhem 방정식 이 사용된다.

## 화학 반응
{\displaystyle G=G(T,P,\{N_{i}\})\,.}
PV 일만 가능한 경우,
{\displaystyle \mathrm {d} G=-S\,\mathrm {d} T+V\,\mathrm {d} P+\sum _{i}\mu _{i}\,\mathrm {d} N_{i}\,}
기본 열역학 관계의 재작성, 여기서 μ i는 시스템의 i 번째 성분 에 대한 화학 퍼텐셜이다.
{\displaystyle \mu _{i}=\left({\frac {\partial G}{\partial N_{i}}}\right)_{T,P,N_{j\neq i},etc.}\,.}
d G 에 대한 표현은 실험적으로 달성하기 쉽고 생물의 조건에 근사하는 상수 T 및 P 조건에서 특히 유용하다.
{\displaystyle (\mathrm {d} G)_{T,P}=\sum _{i}\mu _{i}\,\mathrm {d} N_{i}\,.}

### 화학적 친화성
이 공식은 수학적으로 가능하지만, 시스템에서 분자를 단순히 추가하거나 제거하지 않기 때문에 분명하지 않다. 구성 변경에는 항상 프로세스 가 있다. 예: 화학 반응(또는 다수) 또는 한 상(액체)에서 다른 상(기체 또는 고체)으로의 분자 이동. 구성 요소의 양을 의미하지 않는 표기법을 찾아야 한다( 나 _ ) 독립적으로 변경할 수 있다. 모든 실제 과정 은 질량 보존 및 각 종류의 원자 수 보존을 따른다.
따라서 우리는 프로세스의 진행 정도를 나타내는 명시적 변수인 진행 변수를 도입한다.
{\displaystyle (\mathrm {d} G)_{T,P}=\left({\frac {\partial G}{\partial \xi }}\right)_{T,P}\,\mathrm {d} \xi .\,}
반응에서 i 번째 성분에 대한 화학량론적 계수를 도입하면
{\displaystyle \nu _{i}=\partial N_{i}/\partial \xi \,}
(반응물에 대해 음수) i 의 얼마나 많은 분자가 생성되거나 소비되는지 알려주므로 편도함수에 대한 대수식을 얻는다.
{\displaystyle \left({\frac {\partial G}{\partial \xi }}\right)_{T,P}=\sum _{i}\mu _{i}\nu _{i}=-\mathbb {A} \,}
보통의 경우와 같이 동시에 많은 화학 반응이 일어나는 경우,
{\displaystyle (\mathrm {d} G)_{T,P}=-\sum _{k}\mathbb {A} _{k}\,d\xi _{k}\,.}
위의 표현은 열역학적 평형에서 0과 같지만 화학 반응이 유한한 속도로 진행되어 엔트로피를 생성할 때는 음수이다.
{\displaystyle \mathbb {A} \ {\dot {\xi }}\leq 0\,.}
그들은 온도와 압력(또는 다른 시스템 변수)이 시간이 지남에 따라 일정하게 유지될지 여부를 "알" 수 없다.
이제 화학 반응(또는 다른 프로세스)이 발생하는 모든 지역에 화학적 잠재력과 친화성을 적용하여 균질한 "대량" 시스템의 요구 사항을 완화하면, d G 에 대한 식은 이제 다음으로 대체된다.
{\displaystyle \mathrm {d} G=-S\,\mathrm {d} T+V\,\mathrm {d} P-\sum _{k}\mathbb {A} _{k}\,\mathrm {d} \xi _{k}+\mathrm {\delta } W'\,}
{\displaystyle \mathrm {d} G_{T,P}=-\sum _{k}\mathbb {A} _{k}\,\mathrm {d} \xi _{k}+\mathrm {\delta } W'.\,}
계의 깁스 함수의 감소는 주변에서 포착할 수 있거나 단순히 소산될 수 있는 등온, 등압 작업의 상한선이며 중요한 점은 화학 반응에 대한 반응의 정도가 어떤 외부 기계적 또는 전기적 양의 변위와 연결될 수 있다는 것이다.
용액 화학 및 생화학에서 깁스 자유 에너지 감소(∂ G /∂ ξ, 몰 단위 − Δ G 로 은밀하게 표시됨)는 일반적으로 상황에서 자발적인 화학 반응에 의해 생성된 전체 엔트로피에 대한 대리인으로 사용된다. 작업이 수행되지 않는 곳; 또는 최소한 "유용한" 작업이 없다. 즉, 아마도 ± 이외의 P d V . 모든 자발적 반응이 음의 ΔG 를 갖는다는 주장은 열역학 제2법칙을 재진술한 것에 불과하며, 에너지의 물리적 차원 을 부여하고 엔트로피 측면에서 그 중요성을 다소 모호하게 만든다.
일반적으로 기존의 화학 열역학으로 처리된 시스템은 평형 상태에 있거나 거의 평형 상태에 있다. 프리고진은 평형에서 멀리 떨어진 열린 시스템의 열역학적 처리를 개발했다. 그렇게 함으로써 그는 완전히 새롭고 전혀 예상치 못한 유형의 현상과 구조를 발견했다. 그의 일반화된 비선형 및 비가역적 열역학은 다양한 분야에서 놀라운 응용을 발견했다.
비평형 열역학은 질서 있는 구조, 예를 들어 생물학적 시스템이 무질서에서 어떻게 발전할 수 있는지 설명하기 위해 적용되었다. Onsager의 관계가 활용되더라도, 열역학에서 평형의 고전적 원리는 평형에 가까운 선형 시스템이 항상 섭동에 안정하고 질서 있는 구조의 발생을 설명할 수 없는 무질서 상태로 발전한다는 것을 여전히 보여준다.

## 같이 보기
- 화학
- 열역학